# Thorin Holland
Thorin Holland (* 11. Juli 2005) ist ein deutscher Fernsehdarsteller.

## Karriere
Thorin Holland spielte von Folge 897 (Februar 2018) der 21. Staffel bis Folge 1026 (März 2022) der 25. Staffel der deutschen Fernsehserie Schloss Einstein die Rolle des Schülers Hermann Zech und übernahm damit eine der Serienhauptrollen. Er spielte den Enkel des von Olaf Burmeister dargestellten Lehrers und stv. Schulleiters Dr. Heinrich „Heiner“ Egidius Zech und stößt als Schloss-Einstein-Neuling bei seinem Mitschülern zunächst auf Ablehnung. Seine Rollenfigur ist als „Satansbraten“, der gerne Unfug macht und es außerdem „faustdick hinter den Ohren hat“, angelegt. Er gilt als „Prank-Master“ und Chaot.

## Privates
Zu seinen Hobbys gehören Basketball, Breakdance und Schauspiel. Basketball spielt er beim Universitätssportverein Erfurt (USV Erfurt e.V.).

## Filmografie
- 2018–2022: Schloss Einstein